# The Broadway Melody
The Broadway Melody is de eerste MGM musical; deze film uit 1929 was ook de eerste film met geluid die een Oscar voor Beste Film won. De film overleeft alleen in zwart-wit vorm, maar bevatte oorspronkelijk een segment in kleur. 

## Verhaal
De zussen Hank en Queenie Mahoney gaan naar Broadway. Hun vriend Eddie Kearns heeft hen daar nodig voor een voorstelling. De start van hun carrière verloopt niet zonder verwikkelingen, wat ook geldt voor hun liefdesleven. 

## Rolverdeling
| Acteur       | Personage       |
| ------------ | --------------- |
| Charles King | Eddie Kearns    |
| Anita Page   | Queenie Mahoney |
| Bessie Love  | Hank Mahoney    |

## Prijzen en nominaties
| Jaar | Prijs  | Categorie     | Genomineerde(n)                     | Uitslag     |
| ---- | ------ | ------------- | ----------------------------------- | ----------- |
| 1930 | Oscars | Beste film    | Irving Thalberg Lawrence Weingarten | Gewonnen    |
| 1930 | Oscars | Beste actrice | Bessie Love                         | Genomineerd |
| 1930 | Oscars | Beste regie   | Frank Lloyd                         | Genomineerd |

## Filmmuziek
- "Broadway Melody"
- "Love Boat"
- "You Were Meant for Me"
- "Wedding of the Painted Doll"
- "Boy Friend"
- "Truthful Deacon Brown"
- "Lovely Lady"
- "Give My Regards to Broadway"